# Stengelshof
Stengelshof ist ein Gemeindeteil des Marktes Nordhalben im Landkreis Kronach (Oberfranken, Bayern).

## Geographie
Der Weiler liegt auf einem Bergrücken, der in Richtung Westen ins Ködeltal mit der Mauthaustalsperre abfällt bzw. in Richtung Osten ins Rodachtal abfällt. Die Staatsstraße 2207 führt nach Wetthof (1,3 km südlich) bzw. nach Nordhalben (2 km nördlich).

## Geschichte
Stengelshof gehörte zur Realgemeinde Nordhalben. Gegen Ende des 18. Jahrhunderts bestand der Ort aus zwei Anwesen. Das Hochgericht übte das bambergische Centamt Nordhalben aus. Die zwei Ganzhöfe waren freieigen und unterstanden keinem Grundherrn.
Mit dem Ersten Gemeindeedikt wurde Stengelshof dem 1808 gebildeten Steuerdistrikt Nordhalben und der 1818 gebildeten Munizipalgemeinde Nordhalben zugewiesen.
Ursprünglich lag der Hof 500 m weiter südwestlich. Zwischen 1978 und 1987 wurden die Gebäude abgerissen und an der heutigen Stelle wieder aufgebaut. Zur alten Hofstelle führt ein Feldweg und endet dort in einem Wendekreisel.  Mittlerweile ist 300 m weiter südlich ein weiteres Anwesen dazugekommen.

### Einwohnerentwicklung
| Jahr      | 001818 | 001861 | 001871 | 001885 | 001900 | 001925 | 001950 | 001961 | 001970 | 001987 |
| Einwohner | *      | 23     | 24     | 21     | 10     | 19     | 18     | 21     | 19     | 15     |
| Häuser    | *      |        |        | 3      | 2      | 3      | 3      | 3      |        | 4      |
| Quelle    | [ 5 ]  | [ 8 ]  | [ 9 ]  | [ 10 ] | [ 11 ] | [ 12 ] | [ 13 ] | [ 14 ] | [ 15 ] | [ 1 ]  |

## Religion
Der Ort ist römisch-katholisch geprägt und nach St. Bartholomäus (Nordhalben) gepfarrt.